# Gandab
Gandab (em persa: گنداب, também romanizada como Gandāb) é uma aldeia do distrito rural de Maspi, no condado de Abdanan, da província de Ilam, Irã.
No censo de 2006, sua população era de 923 habitantes, em 192 famílias.